# Katsuo Ōno
Katsuo Ōno (japonès: 大野克夫)  (Kyoto, 12 de setembre de 1939) és un músic i compositor japonès autor de diverses bandes sonores d'anime i cinema. És especialment conegut per ser el compositor de les bandes sonores de Taiyō ni Hoero! i Detectiu Conan.
Del 1961 al 1970, abans de dedicar-se a la composició de bandes sonores, Katsuo Ōno va formar part del grup de música japonès The Spiders.

## Obres
| Any               | Títol                                          | Rol                                                    | Notes        |
| ----------------- | ---------------------------------------------- | ------------------------------------------------------ | ------------ |
| 1966              | Seishun a Go-Go                                | Música: Little Roby                                    |              |
| 1972 – 1986       | Taiyō ni Hoero!                                | Compositor                                             | Banda sonora |
| 1982              | Les misterioses ciutats de l'or                | Música: Itsuka Dokokade Anatani Atta, Bouken Sha tashi |              |
| 1996 – actualitat | Detectiu Conan                                 | Compositor i músic                                     | Banda sonora |
| 1991 – 2020       | Shūchakueki                                    |                                                        |              |
| 2013              | El detectiu Conan: El detectiu al mar distant  | Músic                                                  |              |
| 2014              | El detectiu Conan: El franctirador dimensional | Compositor                                             | Banda sonora |